# Назаров, Сергей Сергеевич
Сергей Сергеевич Назаров (6 марта 1983, Хвалынск, Саратовская область — 4 декабря 2023, Покровский район, Донецкая область) — российский военнослужащий, гвардии капитан, Герой Российской Федерации (2024, посмертно).

## Биография
Родился 6 марта 1983 года в городе Хвалынск Хвалынского района Саратовской области.
В 2000 году, окончив среднюю школу № 3 города Хвалынска, поступил в Вольское высшее военное училище тыла.
По окончании учёбы на службе в 137-й гвардейском парашютно-десантном полку 106-й гвардейской дивизии ВДВ.
В 2006 году переведён в 1683-й отдельный батальон материального обеспечения 98-й гвардейской воздушно-десантной дивизии.
Участвовал в войне в Грузии в 2008 году. В 2009 году уволен в запас. 
С октября 2022 года добровольцем принимал участие во вторжении России на Украину в составе 15-й отдельной гвардейской мотострелковой бригады на должностях командира взвода, затем роты. С сентября 2023 года назначен заместителем командира 1-го батальона по военно-политической работе.
Погиб в конце 2023 года в бою под Красногоровкой от двух осколочных ранений в голову, спасая раненых товарищей. Похоронен 14 декабря 2023 года на Хвалынском мусульманском кладбище.

## Награды
Указом Президента России Владимира Путина № 240 от 8 апреля 2024 года, за «за мужество и героизм, проявленные при исполнении воинского долга» удостоен звания Героя Российской Федерации.
- Медаль «За отвагу»
- медаль «За боевые отличия»

## Память
- 6 мая 2024 года имя Сергея Назарова было увековечено в Парке Победы г. Саратова на мемориале «Землякам, погибшим в локальных войнах».